# Alberto Iria
Joaquim Alberto Iria Júnior (* 27. Dezember 1909 in Olhão an der Algarve, Portugal; † 24. Februar 1992 in Paço de Arcos bei Lissabon, Portugal) war ein portugiesischer Historiker und Archivar.

## Leben
Nach dem Besuch des Gymnasiums in Faro studierte er bis 1936 Geschichte, Philosophie, Literaturwissenschaft sowie Bibliothekswesen an der Universität Lissabon bzw. an der Universität Coimbra und promovierte über die Geschichte der französischen Invasion des Generals Andoche Junot in der Algarve von 1808. Danach arbeitete er zunächst als Archivar im Finanzministerium und in der Nationalbibliothek.
Von 1946 bis 1975 war er Direktor des Kolonialarchivs (Historisches Übersee-Archiv), zusammen mit dem Finanzministerium organisierte er mehrere Sonder- und Jubiläumsausstellungen. Danach wurde er Mitglied der Akademie der Wissenschaften von Lissabon und 1984 Vizepräsident der Nationalen Akademie für Geschichte (1987 Ehrenpräsident).
Iria war "Kommandeur" des Ordens vom Kreuz des Südens und galt als Spezialist vor allem für die Geschichte seiner Heimatregion Algarve.

## Schriften
Ein Schriftenverzeichnis findet sich in: Mário Alberto Nunes Costa: Elogio do Dr. Alberto Iria. Academia Portuguesa da História, Lisboa 1994, zusammengestellt von Fernando Calapez Corrêa.

## Quelle
- Alberto Iria. In: olhaocubista.pt. APOS, Associação de Valorização do Património Cultural e Ambiental de Olhão